# Adolph Willem Carel Bentinck van Schoonheten

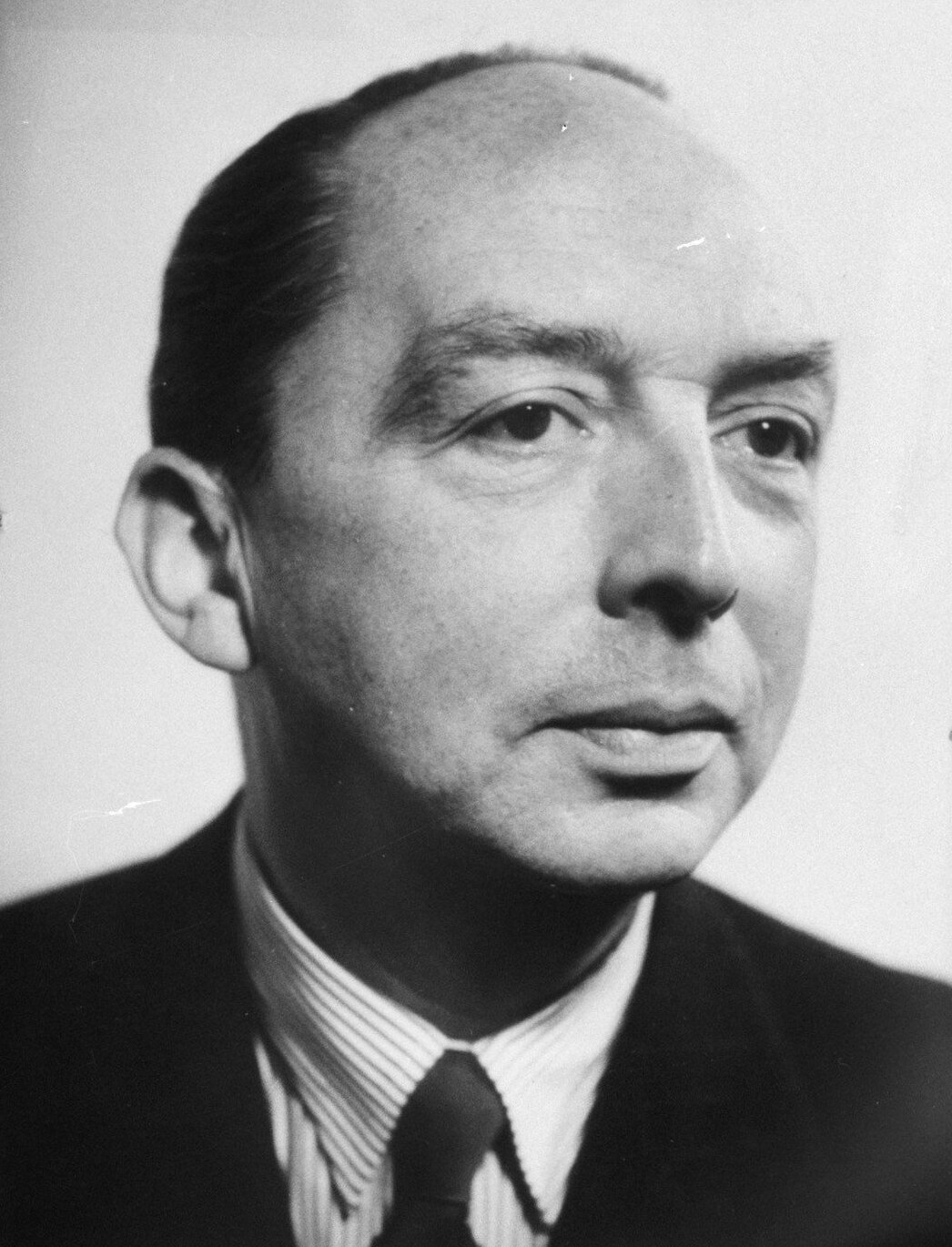
Adolph Bentinck van Schoonheten

Adolf Willem Carel Baron Bentinck van Schoonheten (* 3. September 1905 in Ede; † 7. März 1970 in Paris) war ein niederländischer Diplomat.

## Leben
Van Schoonheten war ein Sohn des Rudolf Floris Carel Baron Bentinck van Schoonheten (6 Oktober 1869 – ) und dessen zweiter Frau Maria Sigrid (geborene van Karnebeek; 29. Oktober 1878 – 26. November 1913), einer Tochter von Abraham Pieter Cornelis van Karnebeek und der Maria Petronella (geborene Rochussen). Er hatte noch einen älteren Halbbruder und eine jüngere Schwester. Er besuchte von 1918 bis 1924 das Nederlandsch Lyceum in Den Haag und studierte anschließend bis 1930 Rechtswissenschaft in Utrecht. Er war nach Abschluss des Studiums von 1931 bis 1934 für die Niederländischen Handelsgesellschaft tätig und wechselte von dort in die Auslandsabteilung des Finanzministeriums. 1937 wurde van Schoonheten Chefsekretär der Abteilung für diplomatische Angelegenheiten des Außenministeriums, 1938 zum Gesandtschaftssekretär ernannt. Im Jahr 1939 wurde er als kommissarischer Geschäftsträger der diplomatischen Vertretung nach Budapest entsandt.
1940 reiste Bentinck als Geschäftsträger nach Kairo, wo er bis 1945 blieb. Er kehrte kurzzeitig in die Niederlande zurück und war von 1946 bis 1949 alsBotschaftsrat in London tätig. Internationale Verwicklungen im Zusammenhang mit der Indonesienfrage führten zur Gründung der Niederländisch-Indonesische Union. Van Schoonheten arbeitete mit dem Gesandtschaftssekretär Joseph Luns zusammen und nahm an den Verhandlungen über die Westeuropäische Union teil. 1950 erlitt er einem Herzinfarkt und muss aus gesundheitlichen Gründen seine Tätigkeit unterbrechen. In den Jahren 1951 bis 1956 war er als Botschafter in Bern eingesetzt. Er war anschließend für zwei Jahre stellvertretender Generalsekretär des Nordatlantikratesm von 1958 bis 1963 Botschafter in London und von 1963 bis zu seinem Tod Botschafter in Paris.

## Familie
Van Schoonheten heiratete am 31. August 1938 Gabrielle Wilhelmine Hedwig Marie (geborene Baronin Thyssen-Bornemisza de Kaszon). Aus dieser Ehe gingen zwei Kinder hervor, ein Sohn und eine Tochter.